# Myschkin
Myschkin (russisch Мышкин) ist eine Stadt in der Oblast Jaroslawl in Russland. Mit 5932 Einwohnern (Stand 14. Oktober 2010) ist sie die kleinste Stadt der Oblast.

## Geografie

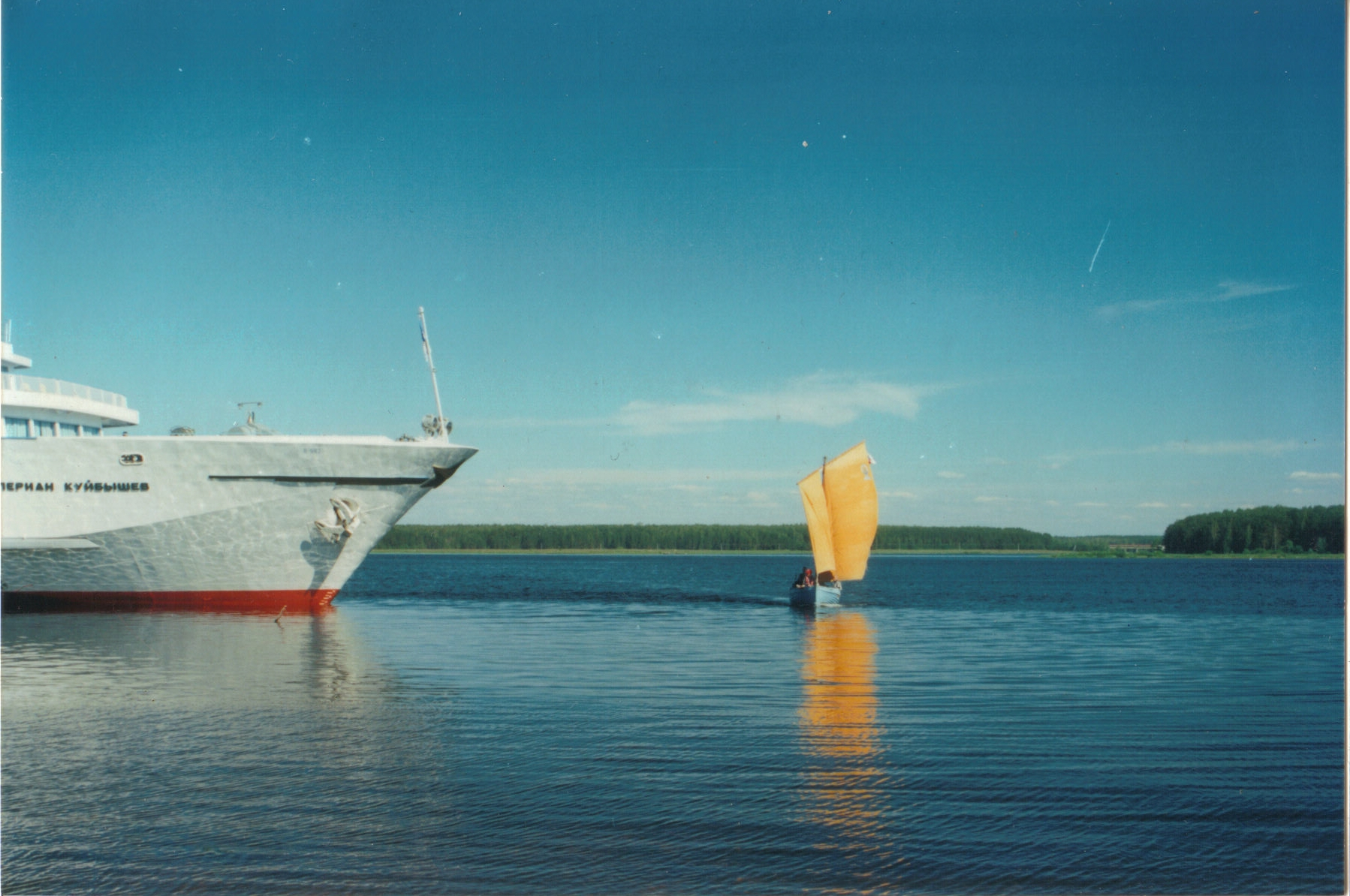
Die Wolga bei Myschkin

Die Stadt liegt an der Wolga 233 km nordöstlich von Moskau, 520 km südöstlich von Sankt Petersburg und 85 km nordwestlich der Gebietshauptstadt Jaroslawl. Etwa 40 km nördlich von Myschkin befindet sich der Rybinsker Stausee. Die Wolga ist auf der Höhe von Myschkin ca. 300 bis 600 Meter breit. Die nächstgelegene Eisenbahnstation Wolga-Stanzija befindet sich 22 km nördlich der Stadt. Myschkin ist eine Kreisstadt mit etwa 20 dazugehörenden Dörfern. Die Gesamtfläche des Landkreises erstreckt sich auf ca. 100 km². Direkt gegenüber Myschkin mündet der Fluss Juhot in die Wolga. Etwas nördlicher, auf dem anderen Wolgaufer, befindet sich das alte Dorf Ochotino mit einer Kathedrale aus dem 17. Jahrhundert.

### Klima

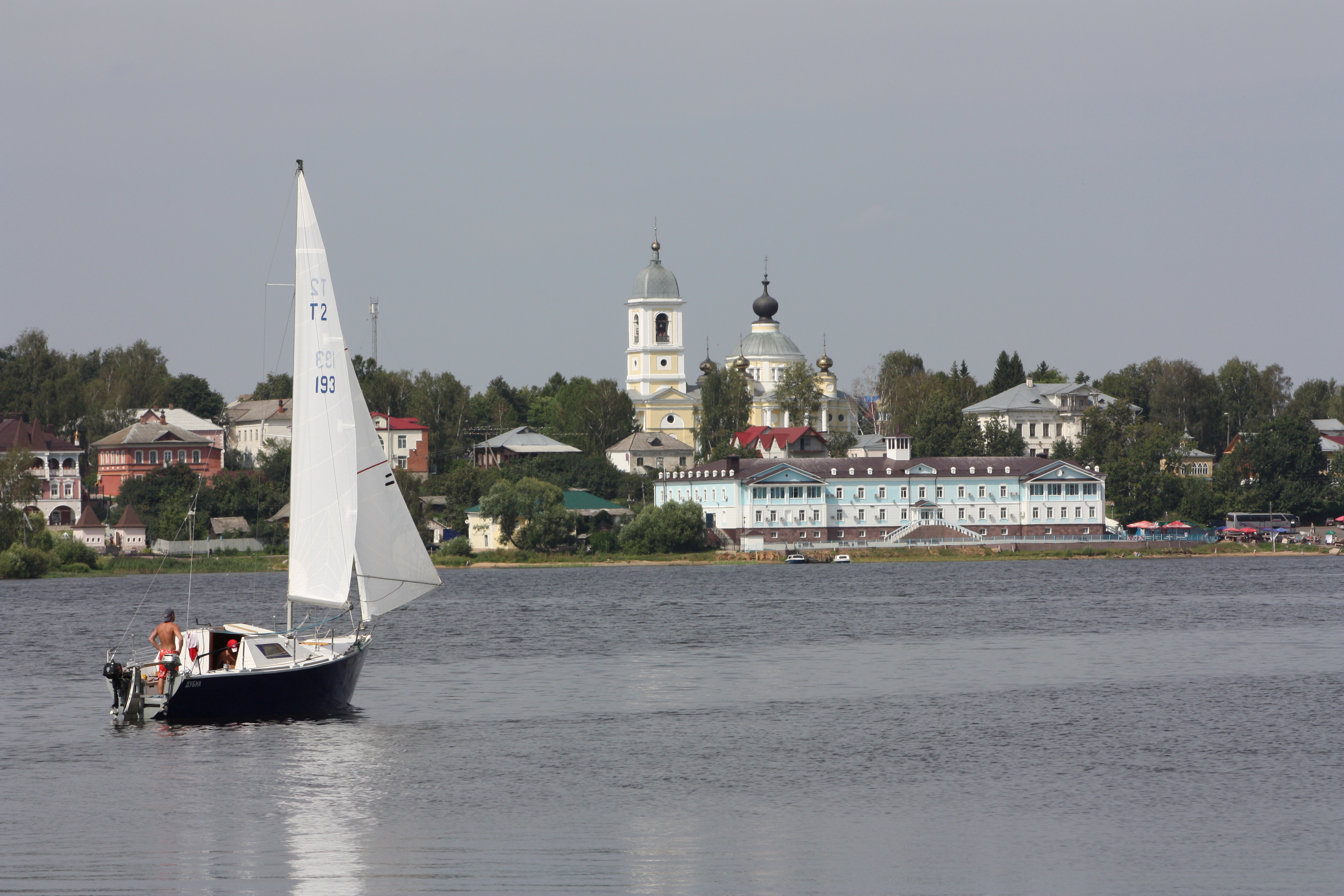

Myschkin befindet sich in der gemäßigten Kontinentalklimazone mit schneereichen Wintern und kurzen heißen Sommern. Die mittleren Temperaturen betragen im Januar minus 11 °C und im Juli 17,5 °C. Die Wolga ist gewöhnlich Ende November bis Ende April vereist (das Jahr 2007 bildete jedoch eine Ausnahme). Die ökologische Situation in der Stadt ist unbedenklich. Die Wasserqualität in der Wolga im Bereich von Myschkin und stromaufwärts ist ebenfalls unbedenklich und weist keine ernsthaften Spuren von Verschmutzung auf.

## Geschichte

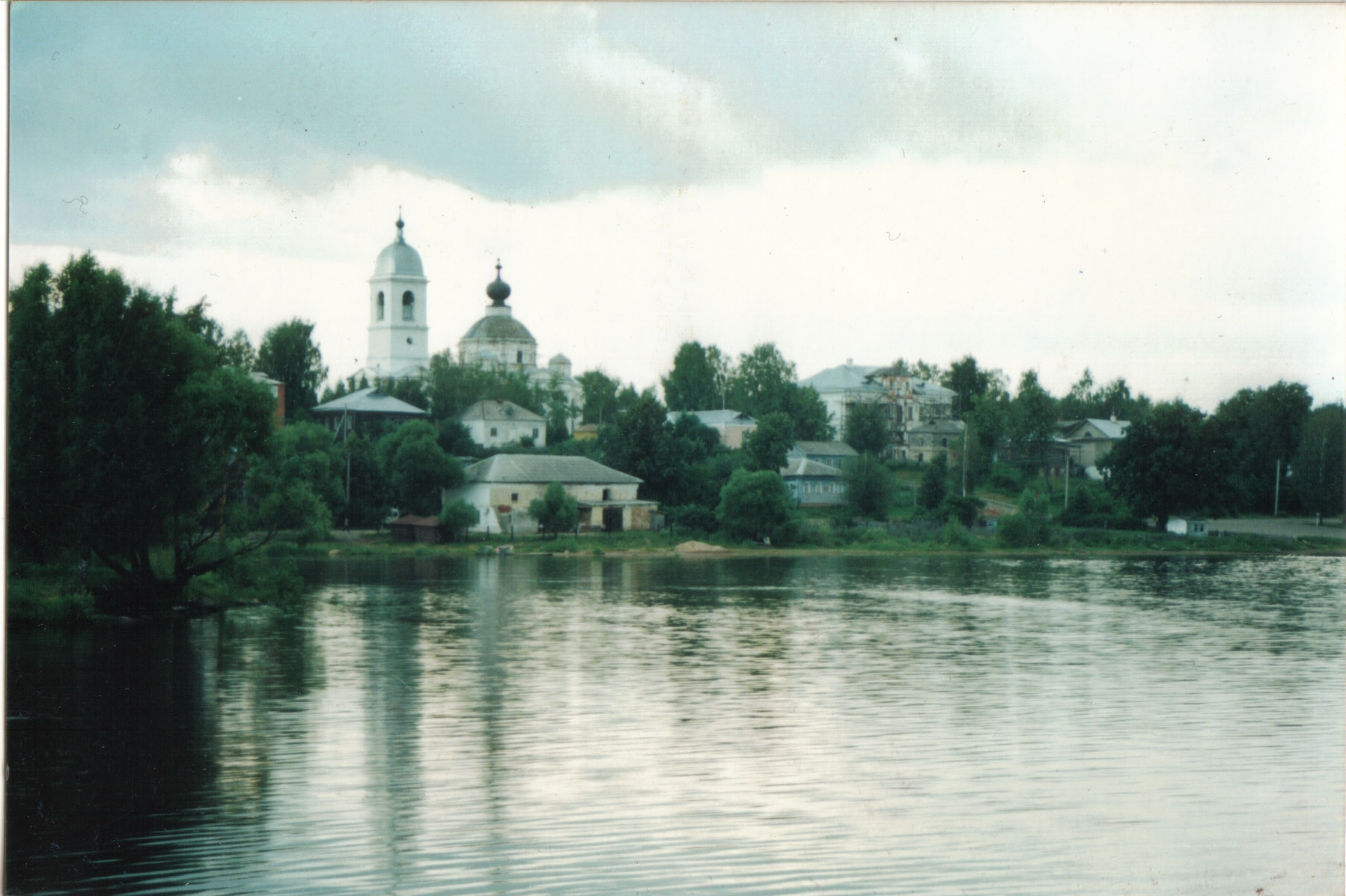
Ansicht von Myschkin vom Wasser aus

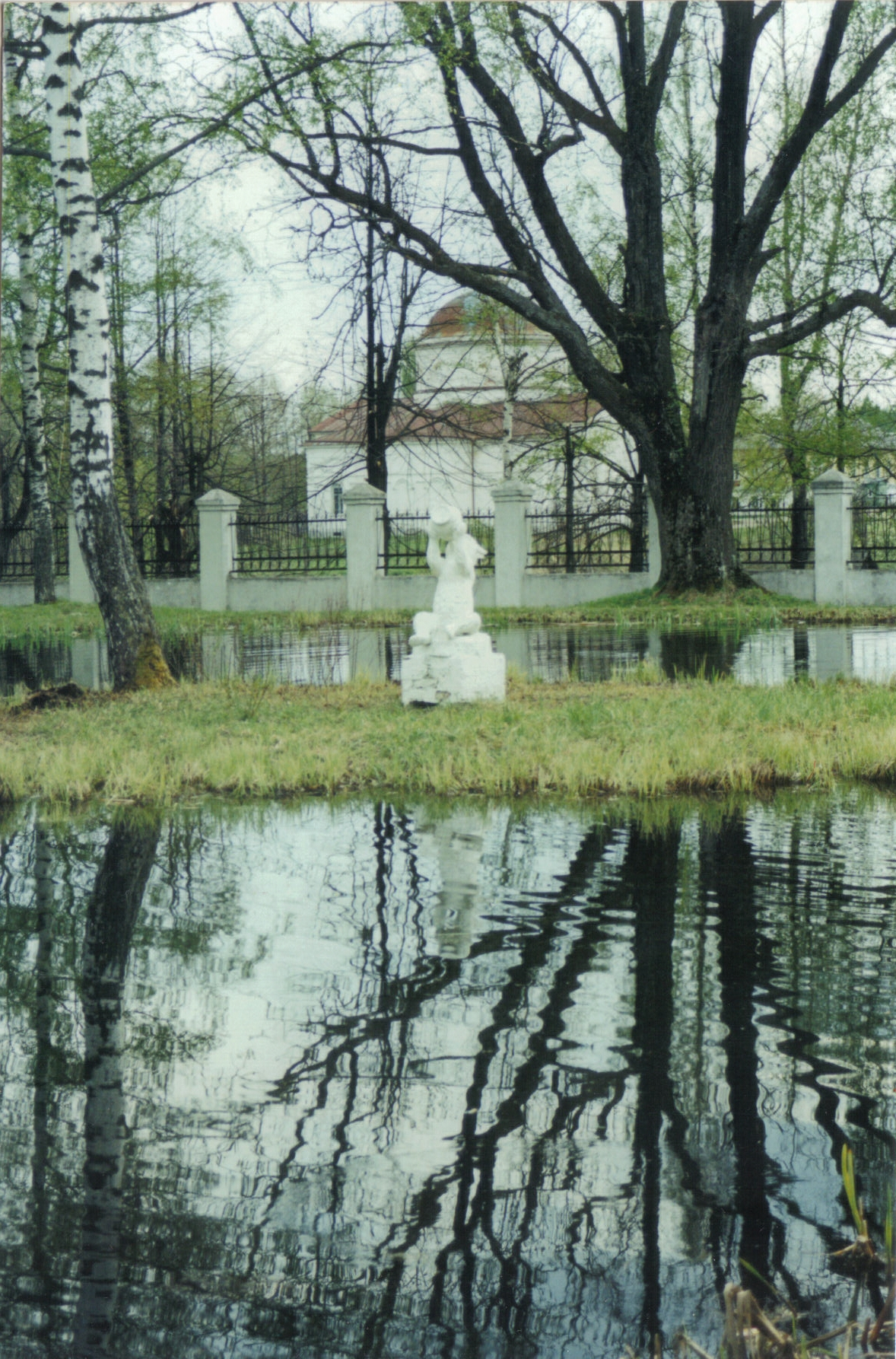
Park bei der Kathedrale

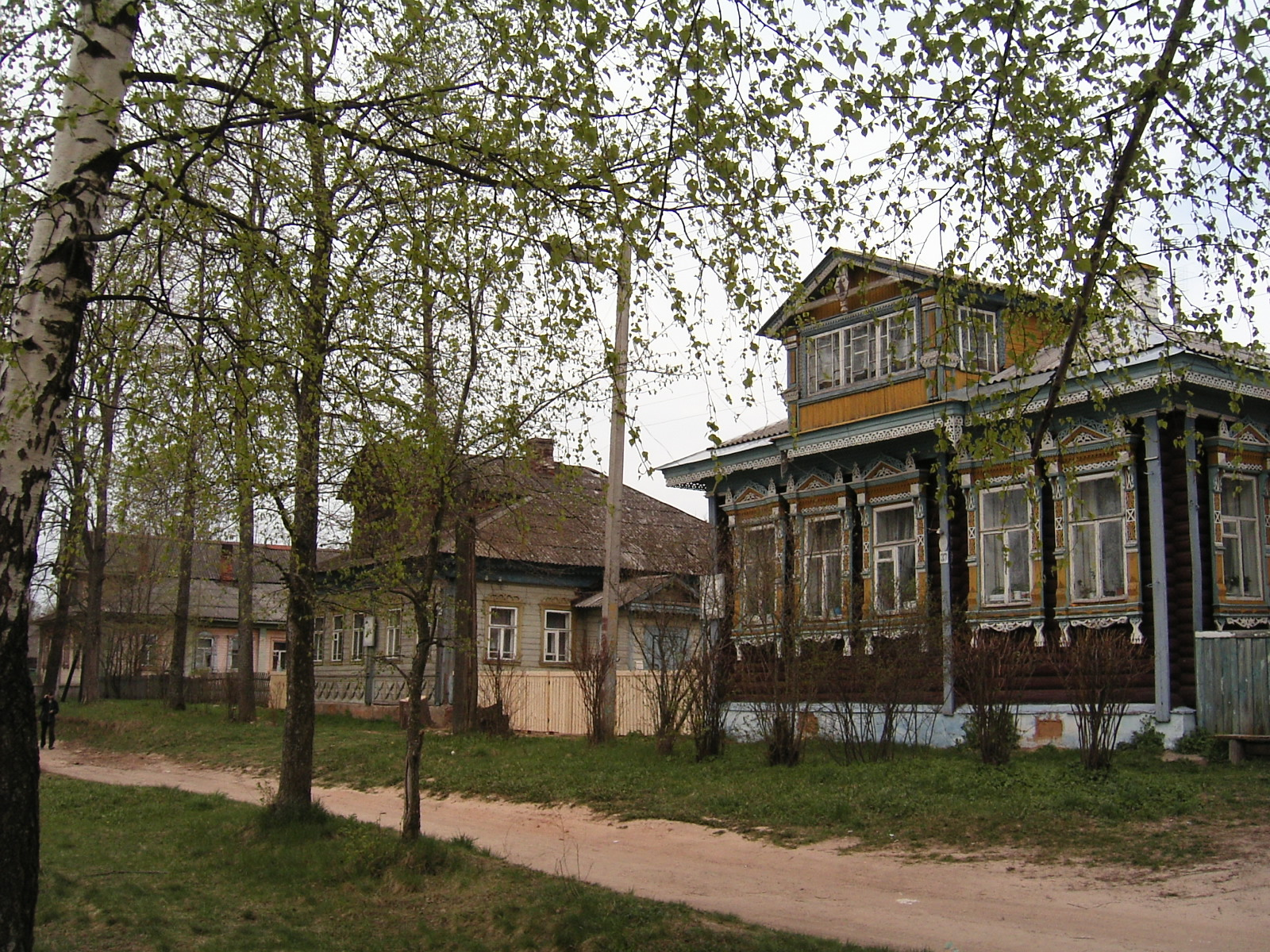
Holzhäuser in Myschkin

Die Legende von der Entstehung der Stadt lautet wie folgt: An dem hohen Wolgaufer soll einmal ein Fürst (vermutlich Fjodor Michailowitsch Mstislawski) nach einer gelungenen Jagd ein Schläfchen gemacht haben. Mehrere Stunden schlief er schon, da sprang eine Maus über sein Gesicht und weckte ihn. Der Fürst erzürnte sich zunächst, erblickte aber im selben Augenblick neben sich eine Schlange. Die Maus rettete ihm das Leben. Darauf rief der Fürst seine Mannen zusammen und befahl auf diesem Platz eine Kapelle zu Ehren der Heiligen Boris und Gleb zu bauen. Um die Kapelle herum ist die Stadt entstanden, die Myschkin (wörtlich „Mausstadt“) heißt.
Ausgrabungen deuten darauf hin, dass auf dem Areal der heutigen Stadt schon bis ins 8. Jahrtausend v. Chr. Menschen gelebt haben. Vom 7. Jahrhundert bis zum 5. Jahrhundert v. Chr. bewohnten die Region die Volksstämme der Djakovokultur, die dem finno-ugrischen Zweig der uralischen Sprachfamilie angehörten und aus denen später der Volksstamm der Merja hervorgegangen ist. Die Merjas bewohnten das Territorium um Myschkin im 6.–11. Jahrhundert. Die slawischen Stämme, die ab dem 11. Jahrhundert immer mehr Richtung Norden vorrückten, vermischten sich im Laufe der Zeit mit den Merjas. Mehrere Hydro- und Toponyme in der Region um Myschkin gehen auf die Merjas zurück. Die fortdauernden Ausgrabungen bringen immer noch bedeutende Objekte von Kunst und Gewerbe der damaligen Epoche zum Vorschein.
Der hohe Hügel am Wolga-Ufer gegenüber der Mündung des Flusses Juhot war günstig für die Gründung der Siedlung, die erst im 18. Jahrhundert den Status einer Stadt durch einen Edikt Katharina der Großen erlangte. Die Funde der archäologischen Forschungen auf diesem Platz deuten auf die Existenz einer kleinen Stadtsiedlung im 11.–13. Jahrhundert hin.
Die Stadt hatte stark unter dem Krieg der Nowgoroder und Susdaler Fürsten Mitte des 12. Jahrhunderts gelitten, 1238 wurde sie durch die tatarischen Krieger vollständig zerstört. Später wurde Myschkin neu aufgebaut und existierte bis ins 17. Jahrhundert als Dorf Myschkino. Im 15.–17. Jahrhundert gehörten die Ländereien um Myschkin herum den Fürsten Schumorowski, Uschaty, Juchotski, Mezecki, Mstislawski, und später dem Moskauer Tschudow-Kloster. 1551 wurden in den Gebieten der Fürsten Uschatys zwischen Myschkin und der heute im Rybinsker Stausee unter Wasser liegenden Stadt Mologa Holzblöcke für die Wände und Türme der Stadt Swijaschsk vorbereitet und die Wolga entlang abgeflößt zum Stützpunkt der russischen Armee bei der Belagerung Kasans.
Die Lage von Myschkin erwies sich als günstig wegen der Nähe der Wolga-Stromschwellen, unter denen die Passage durch die Stromschwelle Myschkin-Tor als besonders schwierig galt. Mit Unternehmergeist beseelte Einwohner der Stadt haben das Lotsenhandwerk gelernt und gut daran verdient, indem sie Kaufmannsschiffe durch die Schwellen durchführten.
Nach der administrativen Reform Katharinas der II. hat Myschkin 1777 den Status einer Stadt erhalten, 1778 das Wappen mit dem Jaroslawl-Bären im oberen und einer Maus im unteren Teil bekommen und 1780 einen Stadtbebauungsplan, dessen Anlageschema bis zum heutigen Tag im Wesentlichen erhalten geblieben ist.
Das 19. Jahrhundert entwickelte sich zur Blütezeit Myschkins. Die reichen Myschkiner Kaufleute Sizkow, Tschistow und Stolbow waren in vielen Städten Russlands bekannt. Ein Bewohner des Dorfes Kajurowo, das sich im Verwaltungsgebiet von Myschkin befindet, namens Pjotr Arsenjewitsch Smirnow, wurde in der Welt als der Erfinder des russischen Wodkas berühmt, dem Smirnoff-Vodka. Die Stadt wurde zum bedeutenden Umschlagplatz für den Großhandel mit Butter, Brot, Textilien, die weiter nach Petersburg geliefert wurden. Myschkin wurde zum Zentrum der Leinenkonfektion in der Region. Fjodor Konstantinowitsch Opotschinin gründete in Myschkin eine Bibliothek, die nach den Behauptungen der Zeitgenossen jeder Gouvernementstadt die Ehre gemacht hätte.
1927 hat Myschkin zum zweiten Mal in seiner Geschichte seinen Stadtstatus verloren und wurde erneut in das Dorf Myschkino (Мышкино) (ab 1943 Siedlung städtischen Typs) umgewandelt. In den 1940er Jahren ist beim Bau vom Rybinsker Stausee und der damit verbundenen Überschwemmung umfangreicher Territorien auch ein Drittel Myschkins verschwunden. Neuen wirtschaftlichen Aufschwung brachte 1969 der Bau einer Gaskompressor-Station wenige Kilometer nördlich der Stadt.
1966 wurde das ethnografische Museum gegründet.
Vieles hat sich in Myschkin im Laufe der Perestroika und der nachfolgenden Jahre verändert. 1991 bekam die Stadt ihren Status zurück und wurde wieder in Myschkin umbenannt.

### Bevölkerungsentwicklung
| Jahr | Einwohner |
| ---- | --------- |
| 1897 | 2232      |
| 1939 | 4146      |
| 1959 | 3878      |
| 1970 | 4103      |
| 1979 | 4824      |
| 1989 | 6340      |
| 2002 | 6076      |
| 2010 | 5932      |

Anmerkung: Volkszählungsdaten

## Wirtschaft und Infrastruktur

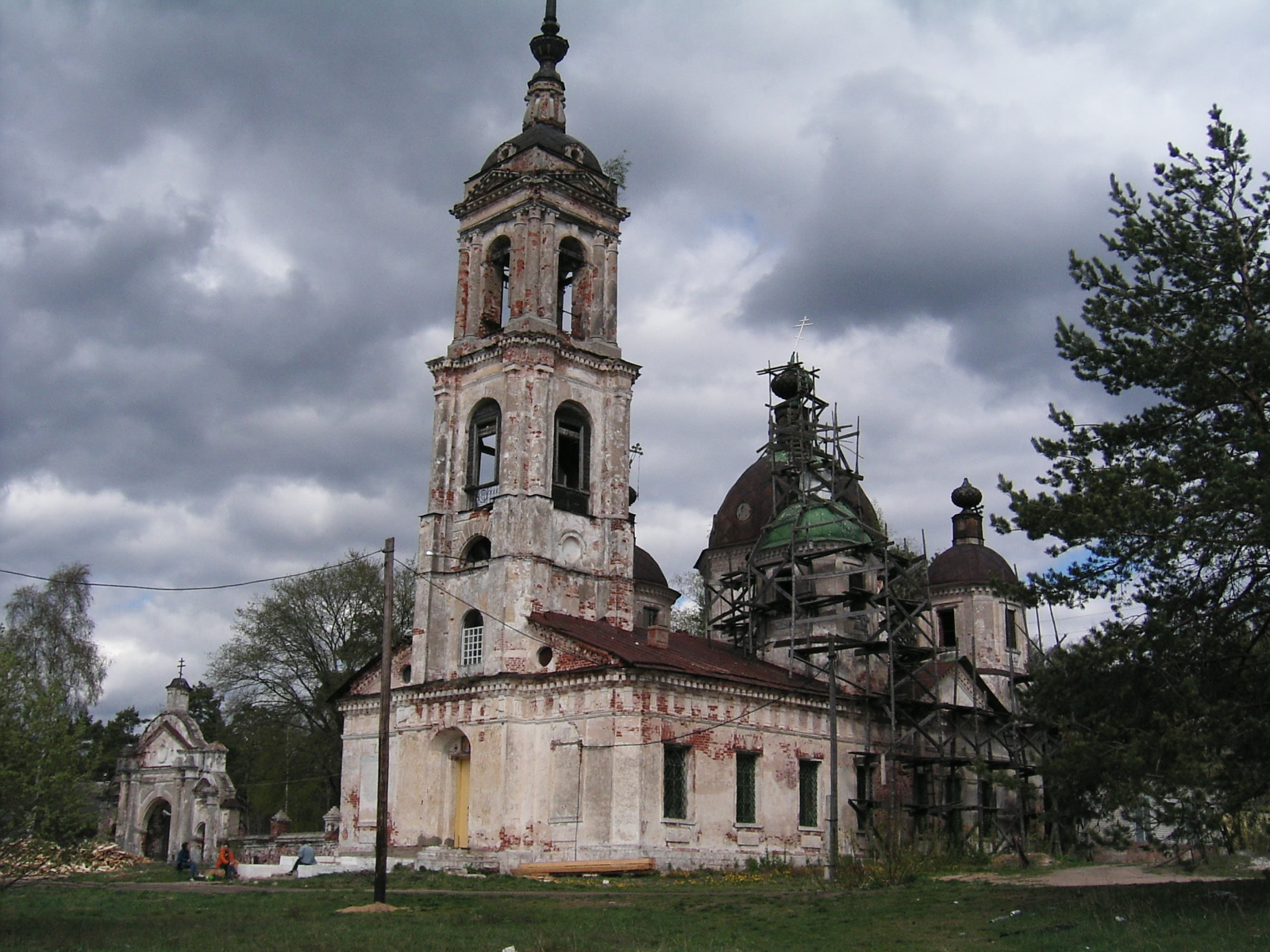
Kirche bei Myschkin in Ochotino

Der Fremdenverkehr ist ein wichtiger Wirtschaftsfaktor mit steigender Tendenz. Zählte die Stadt Anfang der 1990er Jahre noch 7.000 Touristen, so verzehnfachte sich deren Anzahl im Jahr 2006 auf 70.000.
Mit Geldern aus dem Tourismus restaurieren die Bewohner die Kathedralen und setzen die in den letzten Jahrzehnten heruntergekommenen Bauten instand. All das hat einen positiven Effekt für die Beschäftigungspolitik in der Stadt selbst sowie in den umliegenden Dörfern.
Eine wichtige Rolle in der wirtschaftlichen Entwicklung der Stadt spielt zunehmend die Gas-Kompressorstation mit der dazugehörigen Durchleitungs-Infrastruktur der Gesellschaft „SEVGAZPROM“, die in den 1970er Jahren gebaut wurde. Durch den Rajon Myschkin verlaufen drei wichtige Öl- bzw. Gaspipelines (Ölpipeline „Druschba“, Gaspipeline des Nordstream-Projektes), die zur Verbesserung der wirtschaftlichen Situation in der Stadt und dem Kreis Myschkin einen wichtigen Beitrag leisten.
In der Stadt gibt es ein örtliches Krankenhaus, das auch für die medizinische Versorgung im Rajon zuständig ist.

### Verkehr
Myschkin besitzt keine Brücke über die Wolga und auch keine Eisenbahnstation. Die nächste Straßenverbindung über die Wolga verläuft über die Staumauer in der etwa 40 km (Straße) entfernten Stadt Uglitsch. Die nächste Eisenbahn-Station liegt etwa 22 km nördlich der Stadt. Das Verkehrsmittel, mit dem die Stadt am meisten frequentiert wird, sind Fahrgastschiffe, die flussauf- und abwärts vorbeifahren und in der Stadt anlegen. Zum anderen Ufer der Wolga verkehrt mehrmals täglich eine Personen- und Autofähre, im Sommer tagsüber stündlich.
Es bestehen tägliche Busverbindungen zu der Eisenbahnstation Wolga-Stanzija, nach Uglitsch, Rybinsk, Jaroslawl und in mehrere Dörfer des Bezirks. Im Winter wird der Fährverkehr über die Wolga eingestellt, weswegen in dieser Jahreszeit Fahrzeuge nur durch den Umweg über Uglitsch auf die andere Seite der Wolga gelangen. Wenn die Eisdecke jedoch dick genug ist, erfolgt der Kraftfahrzeugverkehr auch direkt über die Wolga.

### Bildungseinrichtungen

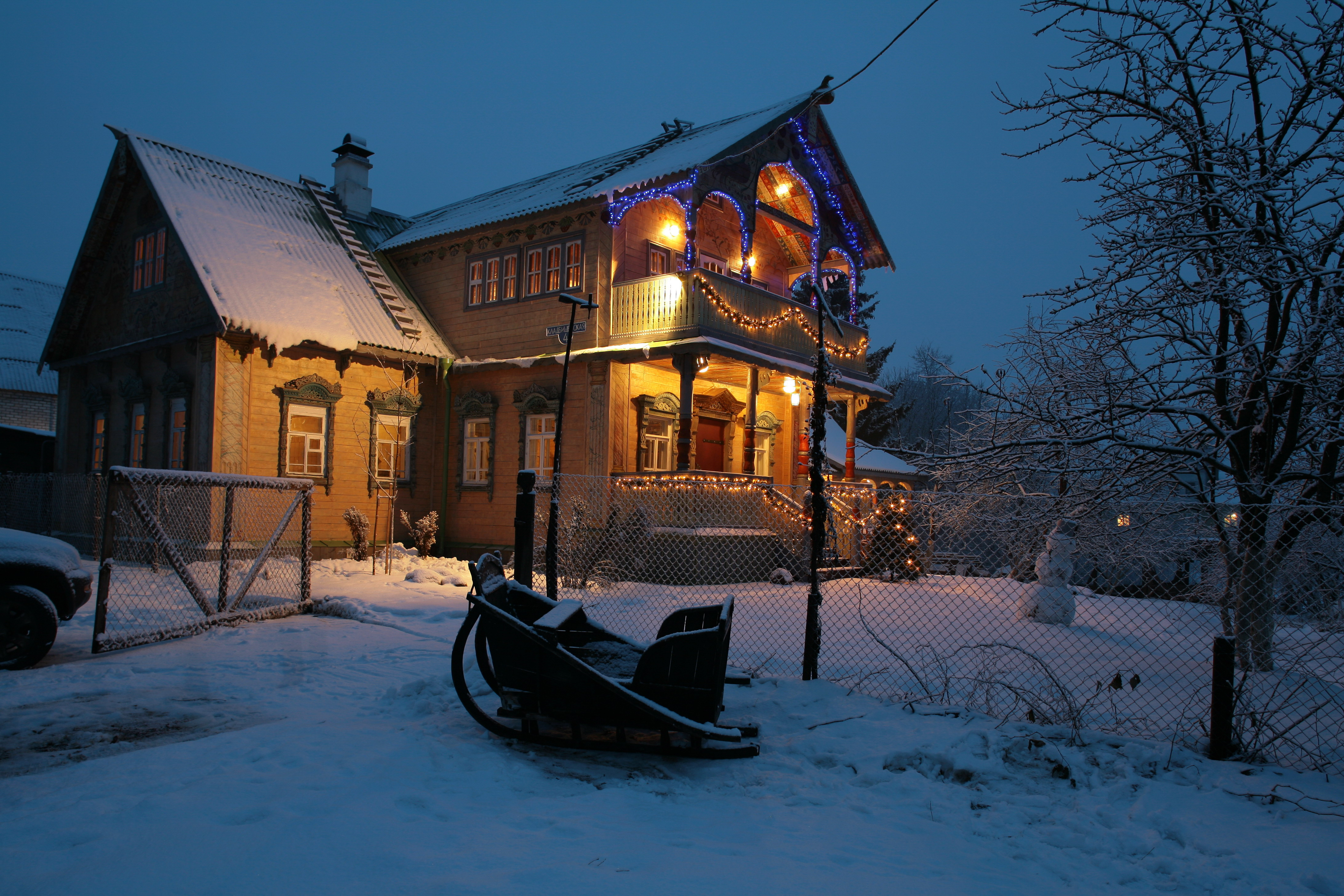
Die „MouseLand“-Villa in Myschkin

Die bekannteste Bildungseinrichtung der Stadt ist die Opotschinin-Bibliothek. Den Grundstock der Bibliothek bildeten neben Büchern aus privatem Besitz des Urgroßvaters des berühmten Heerführers, Feldmarschalls Michail Kutusow, Bücher der Bibliotheksgründer, einschließlich deren von A. A. Tjutschew, des Cousins des russischen Dichters Fjodor Tjutschew, und vieler anderer Kaufleute aus der Gegend. Die Bibliothek sollte als Stiftung wissenschaftlicher Bücher, als Manuskriptensammlung und als Aufbewahrungsort von seltenen Büchern sein. Zum Ende des 19. Jahrhunderts zählte die Bibliothek 12.000 Bände. Hier wurden öffentliche Veranstaltungen organisiert und Theaterstücke gezeigt. Bei der Bibliothek wurde eine Wetterstation eingerichtet, die Verbindungen zu anderen europäischen Städten pflegte.

## Kultur und Sehenswürdigkeiten

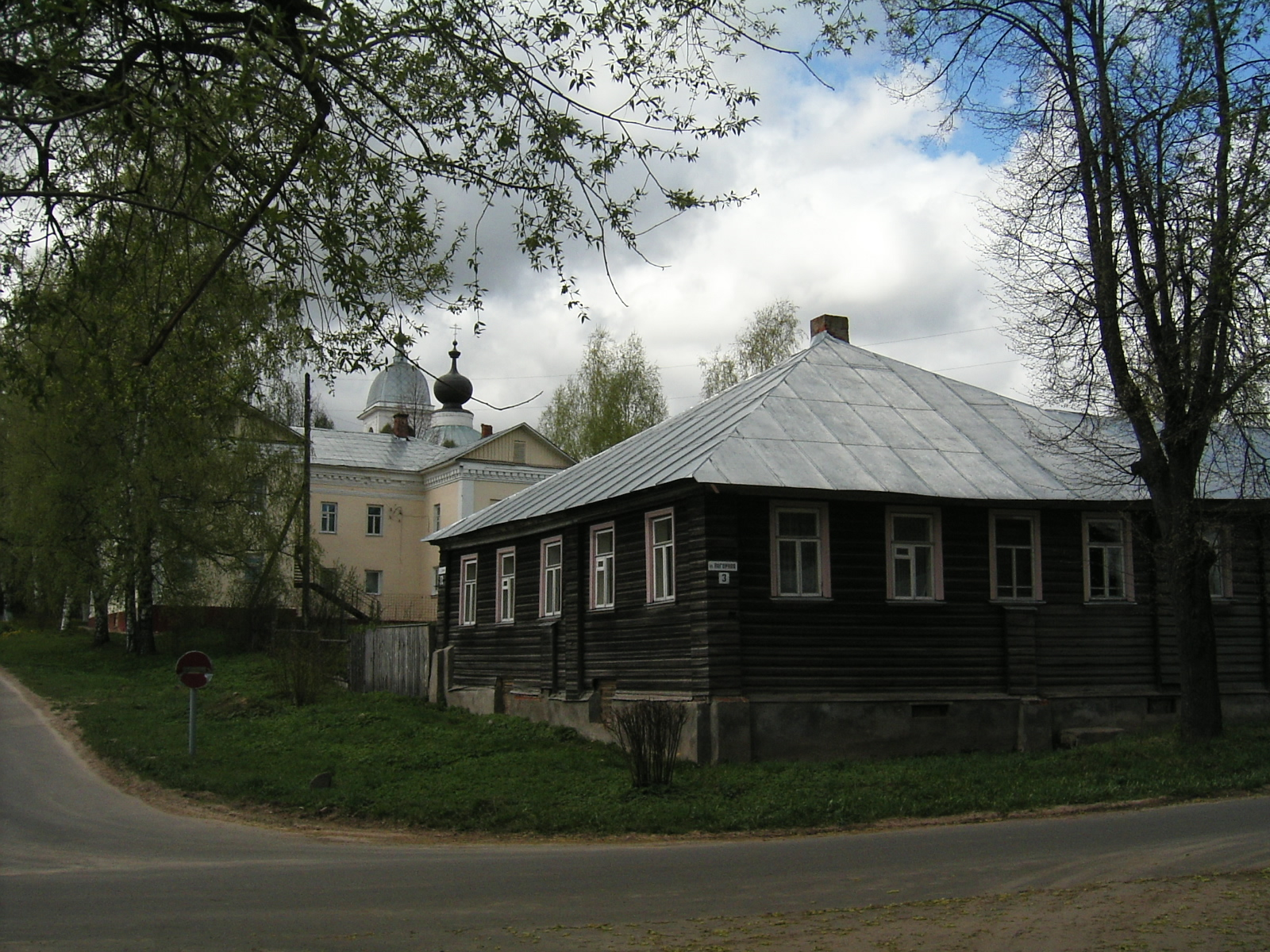
Haus vor der Kathedrale

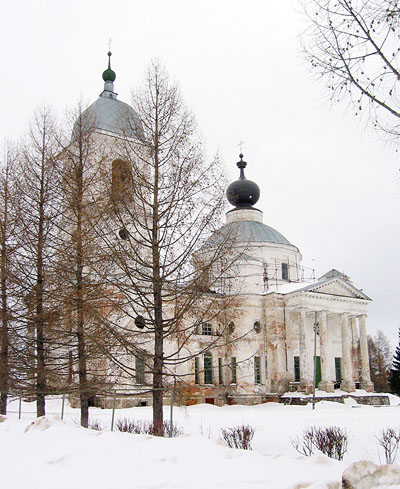
Uspenski-Kathedrale

Die Bewohner und die bekannten Persönlichkeiten Myschkins pflegen und vermarkten die Stadt als klassische russische Provinz mit einer authentischen Architektur und einer besonderen Atmosphäre, die typische mittelrussische Landschaften mit dem Fluss, der zum städtebaulichen Element wurde, verbindet. Das Ziel ist es eine Stadt als Freilichtmuseum und gleichzeitig eine Museumsstadt aufzubauen.
Es gibt in Myschkin vier Theater und einen literarischen Salon. Insgesamt weist Myschkin eine für die Größe der Stadt ungewöhnliche Dichte an Museen, Ausstellungsräumen und anderen Kultureinrichtungen auf. Außerdem gibt es eine Gemäldegalerie und eine Bibliothek mit fast 60.000 Bänden. Es existiert darüber hinaus eine funktionierende alte Schmiede und Esse.

### Museen
1966 wurde in der Stadt ein ethnografisches Museum eröffnet, das heutzutage über 15.000 Kunstobjekte zählt und aus mehreren Teilausstellungen besteht.
Gegenwärtig zählt die Stadt zehn Museen. Neben dem ethnografischen Museum gibt es ein Gewerbemuseum, das Museum des Wodka-Herstellers P. A. Smirnow, der im Kreis Myschkin geboren ist; das Filzschuhmuseum, das Mausmuseum – das einzige seiner Art in der Welt, außerdem das Museum von Familien-Sammlungen, das Museum der Kazkari (eine russischsprachige Minderheit, die einen alten Dialekt spricht) und das Museum des Landes der Utchema.

### Bauwerke
Zu architektonischen Glanzlichtern der Stadt wurden zwei Kathedralen: Die Nikolaus-Kathedrale (Никольский собор), die noch vor der Verleihung des Stadtstatus existierte, und die Uspenski-Kathedrale (Успенский собор), gebaut in der ersten Hälfte des 19. Jahrhunderts mit Hilfe von Spenden der Myschkiner Kaufleute. Bei den meisten Bauten, die eine architektonische, historische oder geschichtliche Relevanz besitzen, sind entweder Namensschilder oder Gedenktafeln vorhanden.

### Regelmäßige Veranstaltungen
Jedes Jahr finden in Myschkin literarische und kulturhistorische Lesungsreihen statt. Die Berichte darüber werden in der alten Myschkiner Druckerei gedruckt.

## Persönlichkeiten

Prasdnik (Feiertag) in Myschkin

Mit der Person von Fjodor Konstantinowitsch Opotschinin, der aus Sankt Petersburg stammte, ist die Bildung der ersten städtischen Bibliothek verbunden. Opotschinin war der Kreisvorsitzende des hiesigen Adels. Er sorgte für die Eröffnung von Schulen und anderen Bildungseinrichtungen. Opotschinin war Historiker, Archeograf, Bibliophil und war außerdem tätig bei der Zeitschrift „Alte Zeit in Russland“ („Русская старина“) in Sankt Petersburg.
Der bekannteste Mann aus der Gegend um Myschkin, der Wodka-Hersteller P. A. Smirnow (Smirnoff-Wodka), wurde im Dorf Kajurowo im Kreis Myschkin geboren. In jüngster Zeit wurde zu seinen Ehren ein Museum eröffnet.
Der Bruder von Fjodor Dostojewski, Michail Dostojewski, der eine Zeit lang in Jaroslawl, der Hauptstadt der Region, gelebt hatte, soll dem Schriftsteller den Hinweis gegeben haben, den Namen Myschkin in Anspielung auf die kleine und wenig bekannte Stadt für den Prototyp des Hauptdarstellers seines Romans Der Idiot zu nehmen.